# 1820年逝世人物列表
下面是1820年逝世的知名人士列表。
1820年逝世人物列表：1月 - 2月 - 3月 - 4月 - 5月 - 6月 - 7月 - 8月 - 9月 - 10月 - 11月 - 12月

## 1月

### 1日
- 約翰·弗里德里希·戈特洛布·馮·布勞斯，路德宗神學家，弗萊貝格總監

### 4日
- 丹尼爾·阿爾伯特·阿爾佈雷希特·恩斯廷，德國雕刻師和製圖員
- 菲力浦·基，美國政治家

### 5日
- 艾蒂安·勞切里（Étienne Lauchery），法國舞蹈家、編舞家和芭蕾舞大師
- 卡羅爾·謝拉科夫斯基，科希丘什科起義中的波蘭將軍

### 6日
- 戈特利布·胡納瓦德爾，瑞士政治家、實業家和軍官

### 8日
- 德馬斯杜特，紐芬蘭印第安人，最後的Beothuk人之一

### 9日
- 斐迪南德·賈格曼，德國畫家，女演員卡羅琳·賈格曼（Karoline Jagemann）的兄弟

### 11日
- 弗裡德里希·威廉·馮·佩萊特，普魯士少將

### 14日
- 丹麥的威廉明妮·卡羅琳，黑森-卡塞爾的Landgravine和黑森的Electress
- 約瑟夫·安東·馮·辛布申，奧地利帝國野戰裝甲兵

### 15日
- 西奧多·馮·克雷茨曼，德國政治家、律師和公關人員

### 16日
- 保羅·沃爾夫岡·默克爾，商人，巴伐利亞州議會紐倫堡市第一位議員

### 17日
- 丹尼爾·阿爾伯特·維滕巴赫，瑞士出生的學者

### 19日
- 查理斯-路易·克萊里索，法國建築師
- 奧古斯特·尼古拉斯·卡爾·馮·卡爾多夫，丹麥服役的德國軍官

### 20日
- 腓特烈五世，黑森-洪堡伯爵
- 亞歷山大·威廉·馮·德·戈爾茨，普魯士少將
- 約翰·尼科爾森，美國律師和政治家

### 21日
- 安布羅斯·瑪麗·弗朗索瓦·約瑟夫·帕利索·德·波伏瓦，法國科學家

### 22日
- 卡爾·安東·馮·比拉，普魯士少將兼馬格德堡燧發槍旅旅長

### 23日
- 愛德華王子，英女皇維多利亞的父親，英皇佐治三世的第四子，冊封為肯特公爵。

### 24日
- 迭戈·因尼科·卡拉喬洛，羅馬天主教會紅衣主教

### 25日
- 約瑟夫·法蘭茨·魏格爾，埃斯特哈齊親王管弦樂團首席大提琴手

### 27日
- 西奧多·葛籣伯格（Theodor Grünberger），巴羅克作曲家
- 以法蓮·約瑟夫·赫希菲爾德，啟蒙運動時期的德國猶太神秘主義者，卡巴拉主義者和活躍的共濟會成員

### 28日
- Ádam Pálóczi Horváth，匈牙利民間音樂收藏家、詩人和作曲家

### 29日
- 喬治三世，大不列顛國王及愛爾蘭國王。

### 30日
- 約瑟夫·芭芭拉·奧恩哈默，奧地利鋼琴家和作曲家

### 31日
- 克利斯蒂安·弗裡德里希·辛特尼斯，德國新教神學家、啟發性作家和講故事的人

## 2月

### 1日
- 弗里德里希·呂斯，德國斯堪的納維亞和日耳曼歷史歷史學家

### 2日
- 佩德·沙爾，丹麥大提琴家、吉他手和作曲家

### 3日
- 嘉隆，越南皇帝，阮朝第一位皇帝（1802年-1820年）
- 阿洛伊斯·桑德比希勒，奧地利奧古斯丁修道士和大學講師

### 4日
- 博胡米爾·揚·德拉巴奇，普雷蒙斯特拉滕斯神父、學者、作家和詩人
- 老弗里德里希·戈特利布·海因里希·菲利茨，德國醫生

### 5日
- 威廉·德倫南，愛爾蘭醫生、詩人和激進政治家
- 塔德烏什·布佐佐夫斯基，第19任耶穌會總會長
- 威廉·埃勒里，美國政治家，美國開國元勳

### 6日
- 喬瓦尼·巴蒂斯塔·格拉齊奧利，義大利古典管風琴家和作曲家

### 8日
- 尤斯圖斯·馮·格魯納，普魯士樞密院國務委員和高級政治家
- 威廉·路德維希·馮·普特卡默，普魯士少將和梅裡特騎士勳章

### 10日
- 勃蘭登堡-施韋特的安娜·伊莉莎白·路易絲，勃蘭登堡-施韋特公主，普魯士公主

### 11日
- 卡爾·馮·費舍爾，德國建築師
- 海因里希·約翰·奧托·柯尼希，德國律師和教授

### 12日
- 紀堯姆-阿爾伯特·特尼爾斯，佛蘭芒古典作曲家和小提琴家

### 13日
- 佩萊格·阿諾德，美國律師和政治家
- 卡爾·費迪南德·馮·朗根，普魯士少將，薩爾路易士要塞指揮官

### 14日
- 夏爾-斐迪南，貝里公爵，法國波旁復辟時期國王查理十世的次子，昂古萊姆公爵路易-安托萬的弟弟。[1]

### 15日
- 皮埃尔-约瑟夫·康邦，法國大革命時期企業家、政治人物
- 威廉·埃勒里，美國商人、稅吏，《獨立宣言》簽署人之一
- 約翰·奧古斯特·馮·哈羅伊·德·特克羅，普魯士皇家中將，最後是工程兵團司令

### 16日
- 喬治·卡爾·馮·德貝爾恩，瑞典將軍
- 尼古拉斯·邁克爾·奧佩爾，德國爬蟲學家和動物畫家

### 17日
- 刘格來，中國傳教士

### 23日
- 阿洛伊茲·費林斯基，波蘭作家

### 26日
- 瑪麗亞·特蕾莎·德·瓦拉布里加，路易士·德·博爾邦邦·法爾內西奧（Infante Luis de Borbón y Farnesio）的配偶

### 29日
- 約翰·約阿希姆·埃申堡，德國文學史學家
- 小弗里德里希·威廉·馮·格岑，普魯士中將，西里西亞省省長
- 約翰·克利斯蒂安·羅森米勒，德國外科醫生、解剖學家和大學講師
- 赫爾曼·施利希特霍斯特，德國神學家、教育家和歷史學家

## 3月

### 1日
- 大衛·沃克，美國政治家

### 3日
- 海因里希·恩斯特·博內曼，德國律師

### 4日
- 赫爾曼·多爾曼，德國議會法律顧問和外交官
- 撒母耳·古斯塔夫·赫梅林，瑞典地質學家、企業家和製圖師

### 5日
- 阿諾德·沃爾夫，德國詩人

### 7日
- 路德維希·恩格爾伯特，阿倫貝格公爵

### 8日
- 讓-梅爾基奧爾·達巴迪，法國軍人和政治家

### 9日
- 克利斯蒂安·巴爾塔薩·馮·哈特曼斯多夫，格賴夫斯瓦爾德法院法官

### 10日
- 瓊·安東尼·德斯瓦爾斯·達德納，加泰隆尼亞科學家

### 11日
- 本杰明·韦斯特，英格蘭畫家，以繪製歷史畫和美國獨立戰爭場景知名。[2]

### 12日
- 恩斯特·瑪麗亞·費迪南德·馮·比辛根，康斯坦茨教區最後一位輔理主教
- 亚历山大·麦肯齐，為哈德遜灣公司服務的蘇格蘭探險家

### 13日
- 杜羅·費裡奇，詩人和耶穌會士

### 15日
- 克萊門斯·瑪麗亞·霍夫鮑爾，奧地利傳教士，救贖會成員和維也納的守護神

### 16日
- 約翰·伊曼紐爾·博塞特，圖賓根市長

### 17日
- 弗里德里希·馮·格拉芬，德國律師和市長

### 20日
- 萊昂納德-亞歷克西斯·奧蒂埃，法國美髮師和戲劇企業家

### 21日
- 卡尔，伊森堡-比爾施泰因親王。伊森堡-比爾施泰因系首領。是伊森堡-比爾施泰因系親王沃爾夫岡·恩斯特二世與羅伊斯-格萊茨公主恩斯汀的次子。
- 安布羅修斯·艾希霍恩，德國本篤會修道士、牧師和作家

### 22日
- 斯蒂芬·迪凱特，美國水手[3]

### 24日
- 讓-巴蒂斯特-勒內·羅比內，法國自然哲學家

### 26日
- 查理斯·布拉登，英國醫生和博物學家
- 讓-艾蒂安·德斯普雷（Jean-Étienne Despréaux），法國作曲家和演員

### 27日
- 格哈德·馮·庫格爾根，德國畫家

### 28日
- 約瑟夫·斯佩克巴赫，蒂羅爾自由戰士

### 29日
- Salomé de Gélieu，瑞士教師和教育家（家庭教師）

### 30日
- 漢斯·格奧爾格·亞歷山大·弗裡德里希·馮·科勒，普魯士莊園主和高級公務員
- 海因里希·馮·扎瓦茲基，普魯士少將

### 31日
- 約翰·弗里德里希·克勞斯，德國福音派路德宗神學家，魏瑪總監督
- 約翰·沃爾克瑪律·西克勒，德國果樹學家

### 日期不詳
- 約翰·克利斯蒂安·帕茨切費爾特，德國製圖員和大學繪畫老師

## 4月

### 1日
- 以撒·米爾納，英國數學家和發明家

### 3日
- 爱德华·拉塞尔斯，第一代哈伍德伯爵

### 4日
- 克利斯蒂安·路德維希·舒伯勒，海爾布隆市長
- 蒂埃裡·德·沃克斯，奧地利軍事裝甲師和堡壘建造者

### 5日
- 亨德里克·康斯坦丁·克拉斯，荷蘭律師和圖書管理員

### 7日
- 卡爾·奧洛夫·克朗斯泰特，芬蘭瑞典海軍軍官

### 8日
- 第五代塞爾柯克伯爵湯瑪斯·道格拉斯，蘇格蘭出生的慈善家
- 約翰·溫特沃斯，兩個殖民地的英國總督

### 9日
- 安傑洛·阿內利，義大利劇作家和作家

### 13日
- 約翰·路德維格·曼薩，丹麥園丁和園林設計師，園藝書籍的作者

### 14日
- 列維·林肯，美國律師和政治家

### 19日
- 埃伯哈德·弗裡德里希·巴克邁斯特，普魯士律師和公務員
- 克裡斯托夫·弗里德里希·埃爾斯納，德國醫生
- 威廉·馮·諾貝爾斯多夫，普魯士中將和外交官

### 20日
- 詹姆斯·莫裡斯三世，康涅狄格州大陸軍軍官
- 亞歷山德羅·馬泰，天主教會紅衣主教
- 亞瑟·楊（Arthur Young），英國農藝師和記者

### 25日
- 派翠克·科爾庫洪，蘇格蘭商人、統計學家、政治家和外交官
- 康斯坦丁·弗朗索瓦·沃爾尼，法國旅行家、東方學家和歷史哲學家
- 約翰·彼得·布赫，德國法律學者

### 26日
- 克利斯蒂安·扎伊斯，德國古典主義建築師和城市規劃師

### 27日
- 約翰·馬丁·費舍爾，奧地利雕塑家

### 29日
- 奧托·馮·阿尼姆，德國政府官員

## 5月

### 1日
- 洛倫佐·利塔（Lorenzo Litta），義大利神職人員，教廷紅衣主教

### 10日
- 馬特烏斯·斯蒂格邁爾（Matthäus Stegmayer），奧地利劇作家、作曲家、編劇、音樂出版商和演員

### 11日
- 厄休拉·沃爾夫-齊薇格，來自Trogen的Zellweger家族成員

### 13日
- 弗里德里希·馮·科恩，德國政治家、經濟學家和作家

### 14日
- 保羅·斯特魯克，作曲家

### 17日
- 文森佐·布倫納（Vincenzo Brenna），義大利-俄羅斯建築師和畫家
- 克利斯蒂安·希羅尼穆斯·埃斯馬奇，德國公務員
- 卡爾·菲力浦·馮·克羅普夫，德國林務員

### 19日
- 何塞·馬里亞諾·莫西尼奧，墨西哥植物學家

### 20日
- 卡爾·路德維希·桑德，激進兄弟會成員

### 21日
- 約翰·基奧西奇，服役110年的奧地利士兵
- 雅各·莫拉特，德國音樂家

### 23日
- 斐迪南德·阿特姆斯，奧地利政治家

### 24日
- 約爾根·弗朗茨·哈默斯海姆布，法羅群島的Løgmaður （1805年–1816年）

### 25日
- 埃裡克·魯斯，瑞典伯爵、政治家和元帥

### 26日
- 阿諾德·羅本斯，於利希騎士團樞密院書記官

### 29日
- 克利斯蒂安·康拉德·威廉·馮·多姆，德國政治家和作家

### 30日
- 威廉·布蘭得利，英國有史以來最高的人

## 6月

### 1日
- 奧古斯特·斐迪南德·伯恩哈迪，德語語言學家和作家

### 3日
- 溫思羅普·薩金特，美國眾議員兼密西西比領地總督 （1798–1801）

### 6日
- 亨利·格拉坦，愛爾蘭政治家

### 7日
- 皮埃爾·路易斯·盧維爾，刺殺查理斯·斐迪南德·波旁王朝

### 9日
- 威廉明妮，荷蘭奧蘭治親王妃和普魯士王國公主。奧蘭治親王威廉五世的妻子。
- 威廉明·馮·利希特瑙，普魯士腓特烈·威廉二世的情婦
- 卡爾·奧古斯特·馮·施塔特海姆，普魯士少將

### 10日
- 弗朗茨·海因里希·比斯平克，德國作家

### 13日
- 約翰·邁克爾·巴赫，德國作曲家，約翰·埃利亞斯·巴赫之子

### 15日
- 亞當·韋斯韋勒，德國櫥櫃製造商和調平師

### 18日
- 約翰·海因里希·斯坦，德國銀行家

### 19日
- 约瑟夫·班克斯，英國探險家[4]

### 20日
- 曼努埃尔·贝尔格拉诺，阿根廷政治家，獨立戰爭中的將軍[5]

### 21日
- 卡斯帕·厄克斯勒，德意志帝國主教，塞勒姆帝國修道院的最後一位住持
- 亞歷克西斯·泰雷茲·佩蒂特，法國物理學家

### 24日
- 弗朗茨·安德列亞斯·弗雷，德國神學家、教會律師和大學講師

### 25日
- 亞倫·基切爾，美國政治家

### 28日
- 約阿希姆·弗里德里希·戈特爾夫·馮·澤茨施維茨，撒克遜騎兵將軍

### 30日
- 莫里斯·杜坡莱，法國木匠和雅各賓派
- 西吉斯蒙德·安東·馮·霍恩瓦特，維也納總教區大主教

### 日期不詳
- 菲力浦·艾蒂安·拉福斯，法國獸醫

## 7月

### 2日
- 彼得·多隆德，英國配鏡師
- 約翰·戈特利布·沃爾斯坦，德國醫生

### 6日
- 弗朗茨·約翰·約瑟夫·馮·賴利，奧地利出版商和製圖師

### 7日
- 卡爾·戈特希爾夫·蒂萊拜因，德國商人和船東

### 10日
- 威廉·怀亚特·比布，阿拉巴馬州第一任州長

### 11日
- 弗雷德里克·特勞戈特·普爾什，德裔加拿大植物學家和園丁

### 16日
- 安東·施耐德，律師，自由鬥士，福拉爾貝格州起義總司令

### 17日
- 喬治·普羅查斯卡，捷克-奧地利醫生

### 18日
- 喬治·漢考克，美國政治家

### 23日
- 路易絲·卡羅琳·馮·霍赫伯格，侯爵的第二任妻子，後來是巴登大公查理斯·弗雷德里克

### 28日
- 菲利波·格拉尼亞尼，義大利作曲家和吉他手
- 文森佐·帕塞蒂，義大利雕塑家和修復師
- 朱塞佩·塔翁·迪·雷維爾（Giuseppe Thaon di Revel），皮埃蒙特將軍，憲兵的第一任指揮官

### 30日
- 埃瓦爾德·格奧爾格·馮·馬索，普魯士國務大臣兼西里西亞總督

## 8月

### 2日
- 瑪麗亞·卡羅萊納·本達，歌手、鋼琴家、作曲家和室內歌手，在薩克森-魏瑪-艾森納赫公爵夫人安娜·阿瑪利亞的宮廷中

### 3日
- 雅各·弗里德里希·馮·霍爾岑多夫，普魯士中將，第9胸甲騎兵團團長

### 6日
- 弗蕾德里克·夏洛特，約克和奧爾巴尼公爵夫人，普魯士國王腓特烈·威廉二世的長女。
- 安东宁·弗拉尼茨基，波希米亞小提琴家和作曲家[6]
- 約翰·格奧爾格·施密特，德國路德教神職人員

### 7日
- 埃莉萨·波拿巴，法國公主

### 8日
- 弗朗茨·斯塔夫，德國羅馬天主教神職人員、神學家和大學講師

### 9日
- 安德斯·斯帕尔曼，瑞典博物學家、廢奴主義者，林奈使徒成員之一。
- 曼努埃爾·麗莎，西班牙出生的美國毛皮商人

### 10日
- 約翰·海因里希·丹貝克，奧地利作家和大學講師

### 11日
- 彼得·約瑟夫·克萊默·馮·克勞斯普魯赫，科隆官方
- 查理斯·德雷頓，十三殖民地的美國定居者
- 亞諾斯·拉沃塔，匈牙利小提琴家和作曲家

### 12日
- 納撒尼爾·皮爾斯，英國冒險家、非洲旅行家和旅行作家

### 14日
- 馬丁·諾依曼，拿騷公國州議會議員

### 15日
- 奧古斯丁-加布里埃爾·達博維爾，法國將軍

### 16日
- 約翰·格奧爾格·舍夫納，德國作家

### 24日
- 約瑟夫·馮·佈雷特菲爾德，波西米亞律師和大學教授
- 揚·布代-德萊努，羅馬尼亞作家、歷史學家、語言學家、羅曼語語言學家和羅馬尼亞學者

### 26日
- 路德維希·奧托·布萊布特魯，德國商人和企業家在布倫瑞克

### 27日
- 克利斯蒂安·菲力浦·沃爾夫，德國雕塑家

### 28日
- 卡爾·奧古斯特·布洛德，樞密院財政委員、科學家、作家和水晶Blödit的同名人
- 安東卡夫，波西米亞大提琴家和古典時期作曲家

### 31日
- László Ungvárnémeti Tóth，匈牙利詩人

## 9月

### 2日
- 颙琰，61岁。清朝第七位皇帝，兼蒙古萨伊什雅尔图伊鲁格尔图汗。1796年至1820年在位，年号“嘉庆”[7]。
- 霍姆·裡格斯·波普漢姆，英國海軍軍官和政治家

### 3日
- 本傑明·拉特羅布，英美建築師

### 4日
- 蒂莫西·布朗，英國銀行家、商人和激進分子

### 7日
- 伊格納茲·利貝爾，奧地利語言學家、作家和維也納教授

### 13日
- 安哈特-貝恩堡-紹姆堡-霍伊姆的阿德海德，安哈爾特-貝恩堡-紹姆堡-霍伊姆公主、呂貝克世襲公主和荷爾斯泰因-奧爾登堡公主
- 讓·安托萬·莫德魯，法國羅馬天主教神職人員和孚日省憲法主教
- 約翰·約瑟夫·內爾，波希米亞修道院醫生和瑪麗亞·拉茲涅的贊助人

### 14日
- 弗朗索瓦·约瑟夫·勒菲弗，法國大革命和拿破崙戰爭期間的法國軍事指揮官，拿破崙皇帝的十八個帝國元帥之一。

### 15日
- 喬瓦尼·巴蒂斯塔·誇蘭托蒂，羅馬天主教會紅衣主教

### 16日
- 阮攸，越南詩人
- 瑪麗·比戈特，法國鋼琴家和作曲家

### 17日
- 喬瓦尼·弗朗切斯科·康帕尼奧尼·馬雷福斯基，義大利教廷主教

### 18日
- 瑪麗安娜·華金娜·佩雷拉·庫蒂尼奧，葡萄牙朝臣，薩洛尼埃
- 喬瓦尼·德沃蒂（Giovanni Devoti），義大利神職人員、阿納尼主教和教廷主教

### 19日
- 約翰·喬治·默塞爾，德國歷史學家、詞典編纂家和目錄學家

### 21日
- 約瑟夫·羅德曼·德雷克，美國詩人
- 喬治·海因里希·馮·穆勒，大學講師、主教和海爾布隆總學監

### 22日
- 威廉·弗裡德里希·格梅林，德國製圖員和雕刻師

### 23日
- 弗朗索瓦·克里斯托夫·克勒曼，拿破崙時期的法國元帥。
- 弗里德里希·利奧波德·阿貝爾，德國小提琴家、鋼琴家、音樂教育家和作曲家

### 26日
- 丹尼爾·布恩，著名拓荒者與探險家。[8]

### 27日
- 安德列亞斯·馮·洛特，利沃尼亞元帥

### 28日
- 佩德羅·安德列斯·德爾·阿爾卡薩，西班牙和後來的智利陸軍軍官和戰爭英雄
- 安東·瑪麗亞·卡爾·馮·貝爾德布施，波恩市長

### 29日
- 巴泰勒米·拉豐，克里奧爾建築師和走私者

## 10月

### 1日
- 恩斯特·弗裡德里希·威廉·舒爾茨，德國律師，策勒市市長

### 3日
- 盧多維特·瓦茨拉夫·拉赫尼特，捷克作曲家

### 5日
- 奧古斯丁·巴魯爾，法國耶穌會士和陰謀論者
- 克勞迪烏斯·詹姆斯·裡奇，英國東方學家和旅行家，東印度公司駐巴格達的居民（大致相當於領事）

### 8日
- 亨利·克里斯托夫，海地革命將領，海地國終身總統，海地王國國王。

### 10日
- 威爾遜·卡里·尼古拉斯，美國政治家
- 浦上玉堂，日本畫家、音樂家和詩人

### 11日
- 詹姆斯·基爾，蘇格蘭地質學家、化學家和實業家[9]

### 14日
- 約翰·丹尼爾·拉姆伯格，德國建築師和畫家

### 15日
- 卡尔一世·菲利普，奧地利陸軍元帥和外交家。

### 16日
- 派翠提烏斯·本尼迪克特·齊默，天主教神職人員

### 17日
- 亞歷山大·馮·德·舒倫堡-埃姆登，德國地主

### 18日
- 雅克·維克多·亨利，海地總統、海地王國國王亨利·克里斯托夫兒子兼王位繼承者。

### 19日
- 撒母耳·哈默利，瑞士埃本尼斯特

### 20日
- 弗朗茨·約瑟夫·博德曼，德國律師、歷史學家、圖書管理員和歷史偽造者

### 23日
- 克利斯蒂安·戈特弗裡德·貝克爾，德國紡織品製造商

### 25日
- 約翰·培根，美國政治家

### 28日
- 弗里德里希·路德維希·威廉·馮·佈雷多，德國地主

### 29日
- 托比亞斯·亨佩爾，德國律師、議員、鎮法警和市長

### 30日
- 克利斯蒂安·弗裡德里希·霍夫曼，德國數學家、教育家和考古學家

## 11月

### 1日
- 皮埃爾·馬丁，法國海軍上將

### 2日
- 文森克·圖切克，捷克作曲家

### 4日
- 約翰內斯·昆茨勒（Johannes Künzle），瑞士政客

### 5日
- 威廉·理查森·大衛，美國政治家，北卡羅來納州州長

### 6日
- 卡爾·路德維希·默特費爾特，德國工程師、船長、建築師和製圖師

### 8日
- 拉維尼亞·斯托達德，美國詩人和學校創始人

### 13日
- 卡爾·貝利諾，德國東方學家和翻譯，巴格達東印度公司秘書

### 16日
- 让-朗贝尔·塔利安，法國大革命時期政治人物。

### 18日
- 路德維希·海因里希·馮·尼古拉，德國詩人

### 19日
- 弗朗茨·安東·德雷爾，奧地利企業家

### 20日
- 第一代馬姆斯伯里伯爵詹姆斯·哈裡斯，英國外交官

### 22日
- 雅各·普萊西德斯·阿爾特穆特，奧地利畫家

### 25日
- 斐迪南德·恩格爾伯特·格雷戈爾·梅耶

### 26日
- 鄧肯·斯圖爾特，美國政治家

### 27日
- 約瑟夫-菲利伯特·德斯布蘭克，法國工程師和輪船發明家

### 29日
- 阿道夫·馮·丹克爾曼，德國冒險家
- 斯莫拉的約瑟夫，奧地利軍官

### 30日
- 約翰·雅各·塞拉，德國律師

## 12月

### 2日
- Johann Jürgen Busch，德國雕塑家
- Marie-Victoire Lemoine（瑪麗-維克多·勒莫因），法國古典主義畫家

### 4日
- 弗朗茨·雅各·施萬塔勒，德國雕塑家

### 6日
- 卡爾·克利斯蒂安·蒂特曼，德國新教神學家

### 7日
- 鄧尼斯·德雷斯，法國海軍上將和第一帝國政治家

### 9日
- 威廉·蒂爾尼·羅伯茨，英國政治家和商人

### 10日
- 約翰·撒母耳·克萊因，歷史學家和神學家
- 卡爾·馮·普洛托	普魯士步兵中校、軍事歷史學家和作家

### 11日
- 弗朗茨·約瑟夫·薩爾維克，雕刻師和獎章獲得者

### 12日
- 弗里德里希·丹尼爾·威廉·馮·歐文，普魯士少將兼第3龍騎兵團團長
- 路德維希·利曼，德國建築師

### 13日
- 費倫茨·塞切尼，匈牙利貴族和政治家

### 17日
- 撒母耳·康納，美國政治家
- 納撒尼爾·阿扎爾，美國政治家

### 20日
- 傑西·斯洛坎布，美國政治家

### 22日
- 文森佐·基亞魯吉，義大利醫生

### 23日
- 亞當森·坦尼希爾，美國政治家

### 25日
- 詹姆斯·伯里爾，美國政治家
- 约瑟夫·富歇，法國政治家

### 27日
- 第七代男爵湯瑪斯·蓋奇，英國植物學家
- 亞伯拉罕·提克廷，弗羅茨瓦夫的首席拉比

### 28日
- 約翰·哈特曼·克裡斯托夫·格拉夫，德國新教神學家

### 29日
- 安哈特-貝恩堡的保琳，德國攝政王和社會改革家[10]
- 康拉德·埃肯佈雷希特，德國埃平根市長。